# Martapura
Pour les articles homonymes, voir Martapura (homonymie).
Martapura est une ville de la province du Kalimantan du Sud en Indonésie.
Sa population était de 101 482 habitants en 2010.
Son marché est réputé pour ses pierres précieuses.